# Fibersprængning
En fibersprængning er en akut eller kronisk skade på vævet i en muskel i en sene eller begge.
Alle muskler i kroppen er opbygget af fibre. De mindste fibre er så små, at man ikke kan se dem med det blotte øje. De samler sig og danner fibriller. Musklen er omgivet af en muskelhinde. Når man får en fibersprængning, så er det en muskelfiber, som bliver revet over. Følelsen af en fibersprængning vil typisk være en skarp smerte i musklen. Det kan sammenlignes med en elastik, der bliver revet over. Afhængig af belastningen af musklen kan skaden være overfladisk eller mere alvorlig, som når der er en overrivningen af musklen. I forbindelse med løbetræning er det mest almindelige, at skaden er overfladisk med ømhed og lidt misfarvning, der skyldes blødningen i musklen. Den typiske årsag er dårlig træningstilstand, dvs. at musklen udsættes for større/oftere belastning, end den kan bære/holde til. 
Når man løber, udsættes musklen for en mindre, men vedvarende belastning. Det er derfor vigtigt, at musklen får den nødvendige hvile bagefter. Hvis dette ikke er tilfældet, så kan musklen være udmattet, når den belastes næste gang, og det kan fremkalde fiberskader. 
Hvis musklen er kold, eller hvis man løber intervaller, hvor intensiteten ændres dramatisk, kan det også medføre fiberskader. 
Når skaden er sket, skal den behandles efter RICE-princippet: med ro (Rest), evt. nedkøling med is (Ice), kompression (Compression) og elevation (Elevation). Det er vigtigt at undgå forfrysninger, hvorfor det ikke anbefales at anvende kølespray, især da den kun køler på overfladen og ikke i dybden.  
Det er let at få fiberskader, og det er vigtigt at få hvilet ordentligt, inden træningen genoptages. 
Efter et par dage kan man massere musklen og varme den lidt. 
Det kan tage uger at komme sig over en fiberskade, og det er vigtigt at gå forsigtigt frem, da skaden ellers forværres. 